# Elaine Miles
Pour les articles homonymes, voir Miles.
Elaine Miles est une actrice américaine née le 7 avril 1960 à Pendleton, Oregon (États-Unis).

## Filmographie
- 1995 : De l'amour à la folie (Mad Love) : Housekeeper
- 1996 : The Rez (série TV) : Mad Etta (season 2) (unknown episodes)
- 1996 : Destination inconnue (Pandora's Clock) (TV) : Housekeeper
- 1998 : Scattering Dad (TV)
- 1998 : Phoenix Arizona (Smoke Signals) : Lucy
- 2002 : Skins : Rondella Roubaix
- 2002 : The Business of Fancydancing : Kim
- 2007 : Tortilla Heaven : Caridad
- 2009 : La Malédiction de Beaver Mills : Barnes

### Télévision

#### Séries télévisées
- 2023 : The Last of Us
- 1990  Northern Exposure as Marilyn Whirlwind